# Говард, Эсме
Эсме Уильям Говард, 1-й барон Говард Пенритский (англ. Esme William Howard; 15 сентября 1863 — 1 августа 1939) — британский дипломат.
Младший сын Генри Говарда (1802—1875) и Шарлотты Лонг (Charlotte Caroline Georgina Long; 1823—1896). Происходил из знатного английского рода Говардов: отец Генри — лорд Генри Говард-Молинью-Говард (1766—1824) — был младшим братом 12-го герцога Норфолка.
Образование получил в школе Хэрроу. На дипломатической службе с 1885 года.
В 1911—1913 годах — посланник Великобритании в Швейцарии, в 1913—1919 годах — в Швеции. В 1919—1924 годах — посол Великобритании в Испании. В 1924—1930 годах — посол Великобритании в США.
После этого оставил дипломатическую службу и был пожалован наследственным титулом барона Говарда Пенритского.

## Семья
Был женат на Изабелле Джустиниани-Бандини, дочери Сиджизмондо, 8-го графа Ньюбурга. В браке родилось 5 сыновей:
- Эсме Говард (1903—1926);
- Фрэнсис Говард, 2-й барон Говард Пенритский (1905—1999);
- Хьюберт Говард[англ.] (1907—1987), офицер британской разведки;
- Эдмунд Говард (1909—2005);
- Генри Энтони Камилло Говард (1913—1977), британский колониальный администратор.

## Награды
- 1904: член Королевского Викторианского ордена (M.V.O.).
- 1906: компаньон ордена Святых Михаила и Георгия (C.M.G.).
- 1906: командор Королевского Викторианского ордена (C.V.O.).
- 1916: командор ордена Святых Михаила и Георгия (K.C.M.G.).
- 1919: член Тайного совета Великобритании (P.C.).
- 1919: рыцарь-командор ордена Бани (K.C.B.).
- 1923: рыцарь Большого креста ордена Святых Михаила и Георгия (G.C.M.G.).
- 1928: рыцарь Большого креста ордена Бани (G.C.B.).
- 1930: барон Ховард Пенритский